# Congrès des progressistes
Le Congrès des progressistes (en anglais All Progressives Congress, APC) est un parti politique nigérian fondé le 6 février 2013 en prévision des élections de 2015,.

## Histoire
Le candidat de l'APC, Muhammadu Buhari, remporte l'élection présidentielle de 2015 avec près de 2,6 millions de voix d'avance. Le président sortant, Goodluck Jonathan, reconnait sa défaite le 31 mars,. Alors porte-parole du parti et ensuite Ministre de l'information et de la culture dans ce gouvernement, Lai Mohammed déclare alors :  
« L'histoire est en marche. C'est la première fois au Nigeria qu'un gouvernement sortant sera chassé du pouvoir par les urnes en recourant uniquement à des moyens démocratiques. » 
Pour la première fois dans l'histoire politique du Nigéria, une alternance politique a eu lieu. L'APC remporte en outre la majorité des sièges au Sénat et à la Chambre des représentants lors des élections législatives et sénatoriales organisées le même jour, mais manque de remporter une majorité qualifiée lui permettant de faire passer les lois sans l'accord de l'opposition,.
Adams Oshiomhole (en) est élu président du parti en juin 2018. Le parti entre en crise interne pendant son mandat, une crise qui prend fin avec la suspension d'Oshiomhole effective en mars 2020. L'intérim est assuré par Mai Mala Buni (en) jusqu'à l'élection d'Abdullahi Adamu en mars 2022.

## Présidents
- 2013-2018 : John Odigie Oyegun
- 2018-2020 : Adams Oshiomhole
- 2020-2022 : Mai Mala Buni (intérim)
- 2022-2023 : Abdullahi Adamu
- depuis 2023 : Abdullahi Umar Ganduje

## Résultats électoraux

### Élections présidentielles
| Année | Candidat         | Premier tour | Premier tour | Premier tour |
| Année | Candidat         | Voix         | %            | Rang         |
| ----- | ---------------- | ------------ | ------------ | ------------ |
| 2015  | Muhammadu Buhari | 15 424 921   | 53,96        | 1er          |
| 2019  | Muhammadu Buhari | 15 191 847   | 55,60        | 1er          |
| 2023  | Bola Tinubu      | 8 794 726    | 36,61        | 1er          |

### Élections législatives
| Année | Représentants | Votes      | %     | Rang |
| ----- | ------------- | ---------- | ----- | ---- |
| 2015  | 212 / 360     |            |       | 1er  |
| 2019  | 217 / 360     | 12 931 229 | 47,38 | 1er  |
| 2023  | 176 / 360     |            |       | 1er  |

### Élections sénatoriales
| Année | Représentants | Votes      | %     | Rang |
| ----- | ------------- | ---------- | ----- | ---- |
| 2015  | 60 / 109      |            |       | 1er  |
| 2019  | 64 / 109      | 13 392 474 | 48,31 | 1er  |
| 2023  | 59 / 109      |            |       | 1er  |